# 蔑戾车
蔑戾車，又譯為彌利車、彌離車、蜜利車、篾隸車、畢栗車，意譯為邊地、邊國，古印度用來指稱位於印度北方的外國或外國人。原指古印度非雅利安种族和外國血統的人，是不信吠陀的野蠻人、蠻族，可能是指印度河文明原居民。
這字用來形容非雅利安人与不熟悉雅利安文化的人(原本表示粗野和外國人難以理解的語言，後擴大至可憐蟲，罪孽深重的人、野蠻)，在阿育王詔書也有提到他們，叫melluha。蔑戾车后来也指不信仰印度教的人與飲酒和食牛肉、洋蔥和大蒜的人，包括穆斯林。
蔑戾车可以指任何正在遵循不同於吠陀教義信仰的人。阿薩姆邦的一些土著統治者在印度歷史上被稱為Mlechhas。
比魯尼指出在中世紀印度，外國人被視為“不清潔”或“Mleccha”，印度教徒被禁止與他們有任何社會接觸或婚姻。
被视同蔑戾车的外国人有塞种人、希腊人、貴霜人、嚈噠人、阿拉伯人、突厥人和阿富汗人、歐洲人等等。